# Yeniköy, Batman
Yeniköy là một xã thuộc thành phố Batman, tỉnh Batman, Thổ Nhĩ Kỳ. Dân số thời điểm năm 2011 là 2.794 người.